# União das Freguesias de Alcórrego e Maranhão
Die União das Freguesias de Alcórrego e Maranhão ist eine portugiesische Gemeinde (Freguesia) im Kreis (Concelho) Avis im Alto Alentejo, Portugal.

## Geschichte
Die Gemeinde entstand im Zuge der Gebietsreform vom 29. September 2013 durch die Zusammenlegung der ehemaligen Gemeinden Alcôrrego und Maranhão.
Alcórrego wurde Sitz der neuen Verwaltung.

## Demographie
| Freguesia | Freguesia            | Freguesia | Freguesia       | ehemalige Freguesias | ehemalige Freguesias | ehemalige Freguesias | ehemalige Freguesias |
| --------- | -------------------- | --------- | --------------- | -------------------- | -------------------- | -------------------- | -------------------- |
| Wappen    | Freguesia            | Einwohner | Fläche in (km²) | Wappen               | Freguesia            | Einwohner            | Fläche in (km²)      |
|           | Alcórrego e Maranhão | 413       | 128,75          |                      | Alcôrrego            | 399                  | 57,74                |
|           | Alcórrego e Maranhão | 413       | 128,75          | Maranhão             | 64                   | 70,9                 |                      |